# Nowa Ruda
Nowa Ruda ['nɔva 'ruda], tyska: Neurode, är en stad i norra delen av Kłodzkodalen i sydvästra Polen, tillhörande distriktet Powiat kłodzki i Nedre Schlesiens vojvodskap. Administrativt utgör staden en stadskommun, med 23 114 invånare år 2014. Den omgivande landskommunen, Gmina Nowa Ruda, har sitt säte i staden men är administrativt självständig från denna.

## Geografi
Staden ligger i nordvästra delen av Kłodzkodalen, vid foten av bergskedjan Góry Sowie (Ugglebergen) på norra sidan av Sudeterna. Den övre stadsdelen, med torget, slottet och kyrkan, ligger på en höjd ovanför floden Włodzica, medan den lägre stadsdelen ligger i floddalen.

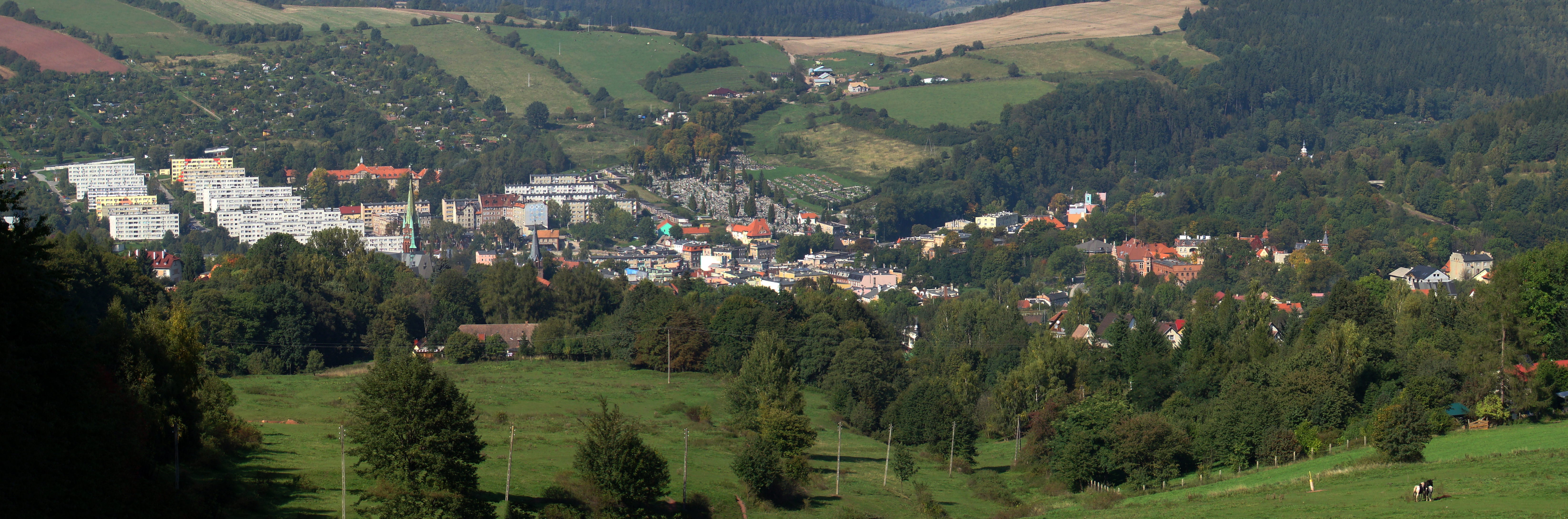
Vy mot stadens centrum.

## Historia
Nowa Rudas historia är tätt förbunden med grevskapet Glatz (Kłodzko). Ortens äldsta historia är inte väl dokumenterad, men den tros ha uppstått ur en hantverkarbosättning omkring Heliga korsets kyrka, som också var ett lokalt vallfartsmål.
Orten omnämns första gången 1337. Den första kända länsherren var Hannus Wustehube, som omnämns som ägare 1347 och sålde staden Newenrode tillsammans med omliggande byar till Hensel von Donyn. En församlingskyrka omnämns 1363. 
Staden anfölls och brändes flera gånger under husiterkrigen. 1434 fick staden grundläggande stadsrättigheter. Efter Friedrich von Donyns död 1467 återgick Neurode och Mittelsteine till den böhmiske kungen, Georg Podiebrad. Denne förlänade staden till Georg Stillfrid-Rattonitz under villkor att han gifte sig med Friedrich von Donyns syster. I mitten av 1500-talet införde länsherrarna von Stillfried den lutherska reformationen i staden.
Släkten von Stillfried ställde sig på den protestantiske Fredrik V av Pfalz, "vinterkonungens", sida, men kunde efter slaget vid Vita berget undkomma med en mindre bot i form av avträdda gods. 1624 valde Bernhard I Stillfried att konvertera till katolicismen i samband med motreformationen, för att undkomma ett strängare straff. Staden ödelades av trettioåriga kriget och drabbades av pesten 1633, då nästan 1000 personer i staden och dess omgivningar avled.
Neurode tillföll kungariket Preussen 1742 efter österrikiska tronföljdskriget, vilket bekräftades genom freden i Hubertusburg 1763. Genom de följande administrativa reformerna under Karl von Stein förlorade de lokala länsherrarna stora delar av sitt inflytande, och 1810 tvingades Friedrich August von Stillfried sälja titeln till Anton Alexander von Magnis auf Eckersdorf. Slottet användes som säte för den lokala godsförvaltningen och blev 1899 säte för den lokala gruvförvaltningen.
Mellan 1854 och 1932 var staden säte för Landkreis Neurode i provinsen Schlesien. Staden fick järnvägsanslutning till Glatz 1879 och året därpå öppnades även järnvägen till Waldenburg, med vad som då var Tysklands högsta järnvägsviadukt. Omkring år 1900 byggdes även den privata Eulengebirgsbahn. 
Gruvnäringen drabbades 1930 av en större olycka, då 151 arbetare kvävdes i en koldioxidläcka i Kurtschaktet i Wenzeslausgruvan i Hausdorf. En ännu större liknande olycka dödade sammanlagt 187 arbetare i Rubengruvan i Kohlendorf 1941.
Staden klarade sig undan strider under andra världskriget. 1945 blev staden del av Polen, trots tjeckiska konkurrerande anspråk på området, och döptes officiellt om till Nowa Ruda. Den förste polske borgmästare blev Edward Miernik. Fram till 1947 fördrevs större delen av stadens tyska befolkning över den tyska gränsen. Staden återbefolkades under följande år av polska bosättare och flyktingar från de tidigare polska områdena öster om Curzonlinjen. Till skillnad från i många andra regioner tillät dock de polska myndigheterna nyckelpersoner inom gruvnäringen att stanna kvar, då deras fackkunskaper ansågs nödvändiga för Polens kolförsörjning. Huvuddelen av de återstående tyska invånarna lämnade Polen under 1950-talet. Staden var huvudort i ett administrativt powiat mellan 1957 och 1973. Det stora kulturhuset i östra delen av staden uppfördes 1950.

## Näringsliv
Historiskt hade staden en stor textilindustri, grundad under medeltiden och fram till 1800-talet den dominerande näringen. Under 1800-talet blev staden för ett gruvdistrikt, där stenkol, järn, koppar, skiffer och guld bröts. Bergförvaltningen omvandlades 1901 till "Gewerkschaft Neuroder Kohlen- und Tonwerke", som 1921 blev del av firman Linke-Hofmann-Lauchhammer AG. Gruvindustrin kom att bli en tillväxtmotor i stadens utveckling och infrastrukturutbyggnad, och drevs vidare under polsk förvaltning efter andra världskriget. På grund av lönsamhetsproblem lades kolbrytningen successivt ned i slutet av 1900-talet, och den sista gruvan stängdes år 2000.

## Kultur och sevärdheter
Författaren Olga Tokarczuk har skildrat staden och omgivningarna i flera av sina verk.

### Byggnadsminnen

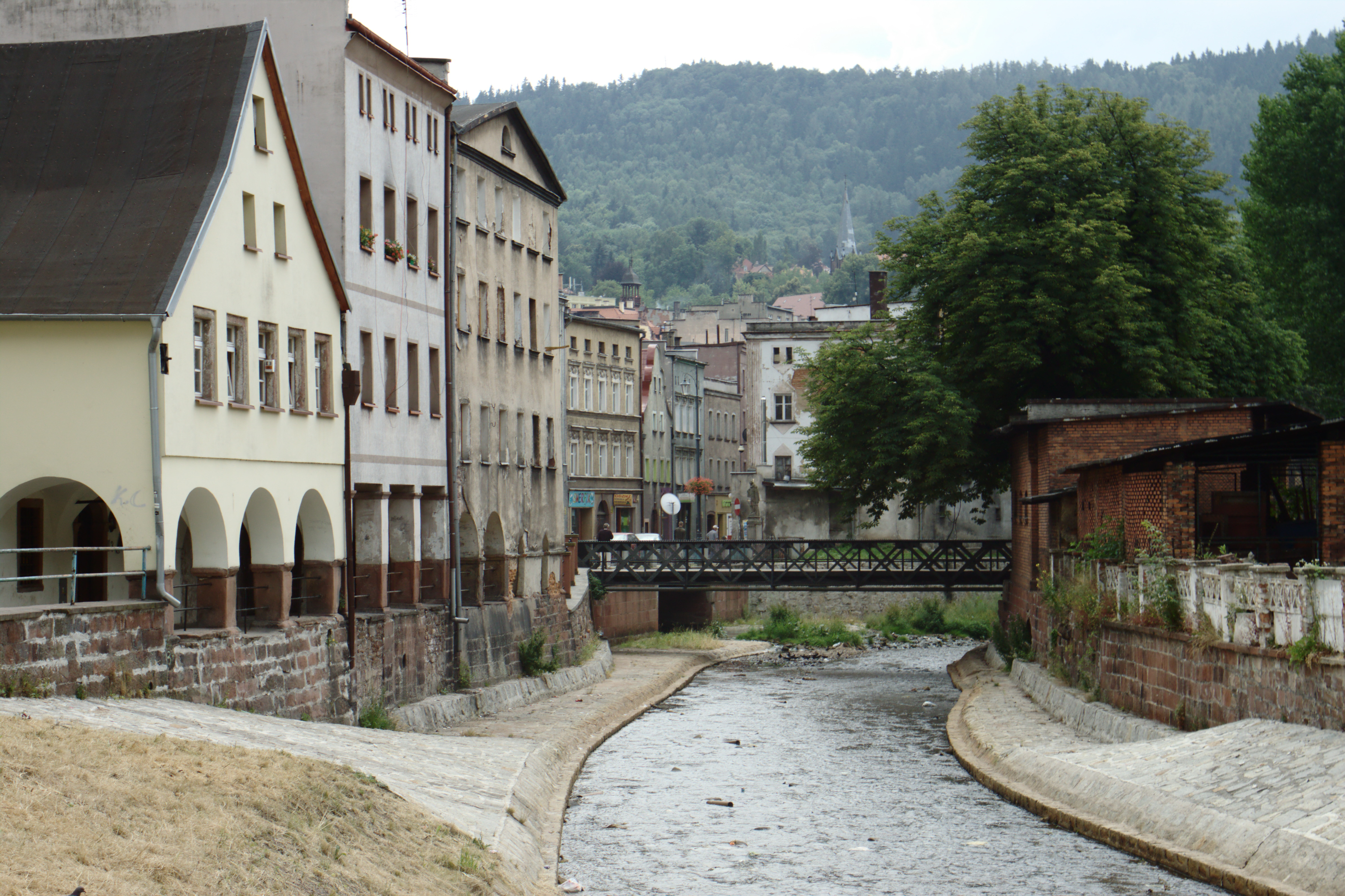
Historiska borgarhus vid floden.

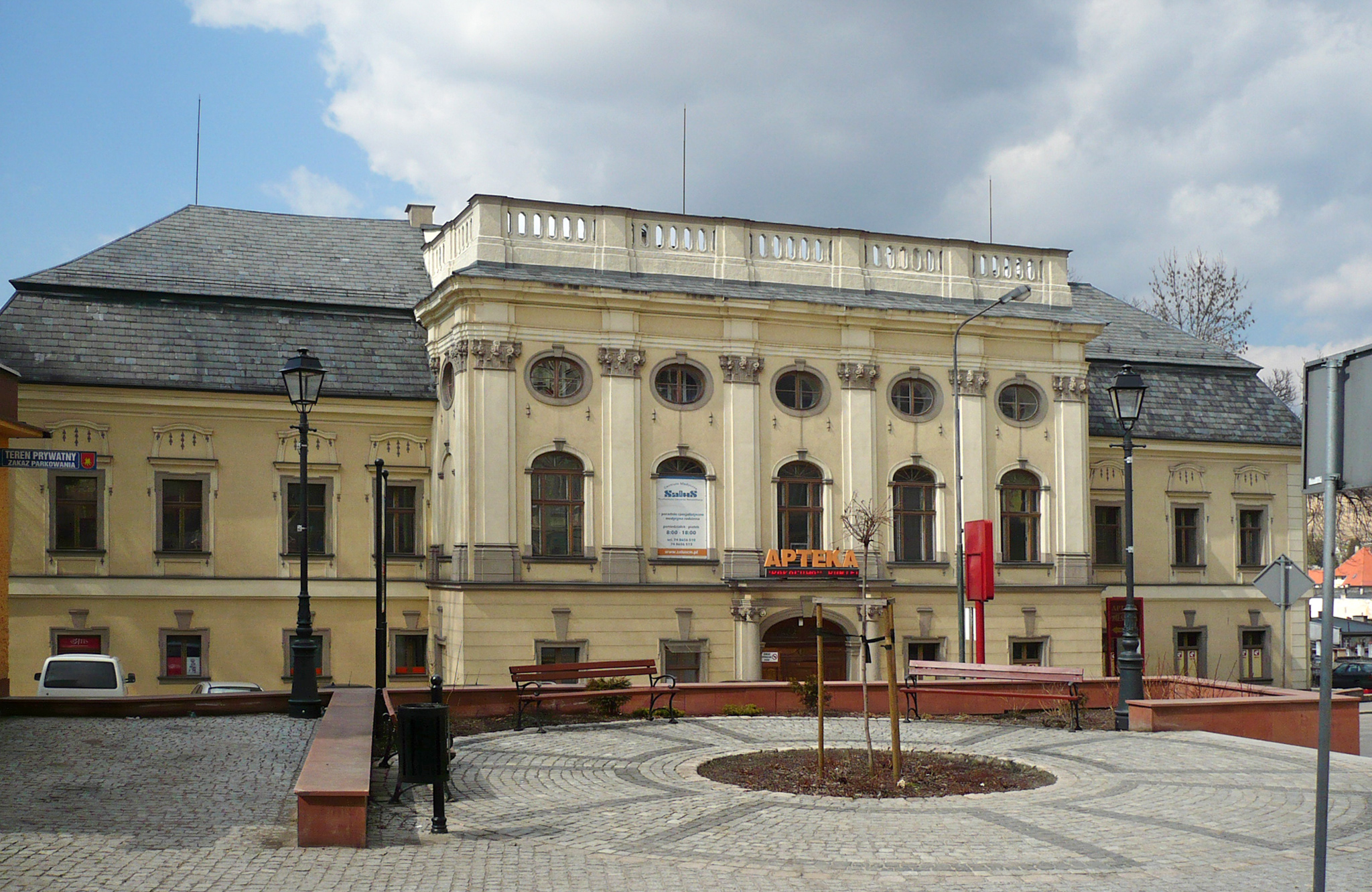
Nowa Rudas slott.

- Rådhuset, uppfört 1892–1894 efter ritningar av Ewald Berger i nyrenässansstil. På fasaden finns tyghandlarnas, vävarnas och gruvarbetarnas gillens emblem.
- Borgarhus med pelararkader från 1600- och 1700-talen.
- Nikolaikyrkan med det anslutande begravningskapellet uppfördes 1885-1890 enligt ritningar av Joseph Ebers, på platsen för den ursprungliga kyrkan som uppfördes 1567 och brann ned 1884.
- Heliga korsets kyrka uppfördes 1726 på platsen för stadens ursprungliga församlingskyrka.
- Marie Himmelsfärdskyrkan, uppförd omkring 1500.
- S:a Annakapellet
- Nowa Rudas slott omnämns första gången 1352 och har flera gånger byggts om. Det nuvarande utseendet fick slottet vid en ombyggnad i frederikansk barockstil 1796.
- Dwór Górny, slott uppfört 1598 för Bernhard von Stillfried-Rattonitz, ombyggt 1860 i senklassicistisk och tudorstil.

## Vänorter
- Broumov, Tjeckien
- Castrop-Rauxel, Tyskland
- Wallers, Frankrike

## Kända invånare
- Franz Eckert (1852-1916), kompositör till Japans nationalsång Kimi ga yo.
- Edyta Geppert (född 1953), sångerska.
- Friedrich Kayssler (1874-1945), skådespelare och författare.
- Joachim von Pfeil (1857-1924), greve och upptäcktsresande.
- Joachim Reinelt (född 1939), romersk-katolsk biskop emeritus av Dresden-Meissen.
- Ernst Seger (1868-1939), skulptör.
- Hans Seger (1864-1943), arkeolog.
- Olga Tokarczuk, författare och 2018 års nobelpristagare i litteratur (priset delades ut 2019).
- Gero Trauth (född 1942), illustratör och designer.
- Robert Więckiewicz (född 1967), skådespelare.
- Joseph Wittig (1879-1949), teolog och författare.